# پیمان باتومی
پیمان باتومی در شهر باتومی و در تاریخ ۴ ژوئن ۱۹۱۸، میان امپراتوری عثمانی و سه کشور قفقاز جنوبی یعنی جمهوری اول ارمنستان، جمهوری دموکراتیک آذربایجان و جمهوری دموکراتیک گرجستان امضا شد. این پیمان، نخستین پیمان جمهوری اول ارمنستان و جمهوری دموکراتیک آذربایجان بود و شامل ۱۴ ماده می‌شد.

## پیش‌زمینه
در تاریخ ۵ دسامبر ۱۹۱۷، پیمان متارکه ارزروم میان روس‌ها و عثمانی‌ها امضا شد و به درگیری‌های مسلحانه میان روسیه و امپراتوری عثمانی در اشغال ایران در جنگ جهانی اول و کارزار قفقاز در جبهه خاورمیانه جنگ جهانی اول پایان داد. در تاریخ ۳ مارس ۱۹۱۸، متارکه ارزروم با پیمان برست-لیتوفسک دنبال شد که نشان‌دهنده خروج روسیه از جنگ جهانی اول بود. بین ۱۴ مارس و آوریل ۱۹۱۸، کنفرانس صلح ترابزون میان امپراتوری عثمانی و هیئت نمایندگی مجلس قفقاز جنوبی برگزار شد. انور پاشا پیشنهاد داد در ازای به رسمیت شناختن بازپس‌گیری استان‌های شرق آناتولی در پیمان برست-لیتوفسک، از تمامی جاه‌طلبی‌های خود در قفقاز صرف‌نظر کند. در ۵ آوریل همان سال، رئیس هیئت نمایندگی قفقاز جنوبی آکاکی چخنکلی پیمان برست-لیتوفسک را به‌عنوان مبنایی برای ادامه مذاکرات پذیرفت و به نهادهای حکومتی پیام داد تا این موضع را تأیید کنند. اما جو حاکم بر تفلیس بسیار متفاوت بود. ارمنی‌ها جمهوری را تحت فشار قرار دادند تا از پذیرش پیمان خودداری کند و وجود وضعیت جنگی میان خود و امپراتوری عثمانی را تأیید کردند. درگیری‌ها از سر گرفته شد و نیروهای عثمانی به سمت شرق پیشروی کردند و به مرزهای پیش از جنگ رسیدند. در جریان عقب‌نشینی داوطلبان ارمنی-گرجی و پیشروی عثمانی، حدود ۴۰٬۰۰۰ غیرنظامی جان خود را از دست دادند. به گفته کلارنس اوشر، پزشک آمریکایی در شرق آناتولی، شمار ارمنی‌هایی که در جریان عقب‌نشینی روس‌ها کشته شدند، به ۷٬۰۰۰ نفر رسید.

## پیمان
در ۱۱ مه، کنفرانس صلح جدیدی در باتومی آغاز شد. عثمانی‌ها خواسته‌های خود را گسترش داده و شهرهای تفلیس، الکساندراپول و اچمیادزین را شامل پیمان کردند؛ همچنین درخواست کردند خط آهنی ساخته شود که قارص و جلفا را به باکو را به یکدیگر متصل کند. دولت جدید ارمنستان، که این کریدور حمل و نقل از آن عبور می‌کرد، می‌بایست حق عبور آزاد را اعطا می‌کرد. اعضای ارمنی و گرجی هیئت نمایندگی جمهوری شروع به تعلل کردند. از ۲۱ مه، ارتش عثمانی بار دیگر به مناطقی از ارمنستان روسی که از قرن هفدهم تحت کنترل سلطنت عثمانی نبود، پیشروی کرد. این درگیری منجر به نبرد سردارآباد (۲۱–۲۹ مه)، نبرد کاراکلیسا (۲۴–۲۸ مه) و نبرد باش‌آباران (۲۱–۲۴ مه) شد.
سر انجام پیمان در حالی امضا شد که ارتش سوم (امپراتوری عثمانی) در فاصله ۷ کیلومتری ایروان و ۱۰ کیلومتری اچمیادزین مستقر بود. پیمان باید توسط قدرت‌های مرکز بررسی و تأیید می‌شد. پانزده روز پس از امضای پیمان، از نمایندگان جمهوری اول ارمنستان خواسته شد به استانبول بروند. در مناطق تسلیم‌شده، اکثریت که شامل ۱٬۲۵۰٬۰۰۰ نفر ساکن پیش از جنگ می‌شدند، مردم ارمنی بودند که بیش از ۴۰۰٬۰۰۰ نفر از آن‌ها در بخش واگذار شده استان ایروان حضور داشتند.

## امضاکنندگان
طرف عثمانی:
- حلیل منتشه – وزیر دادگستری
- وحیب پاشا – فرمانده ارتش سوم در طول کارزار قفقاز

طرف ارمنی:
- آوتیس آهارونیان – رئیس شورای ملی ارمنستان
- آلکساندر خاتسیان – وزیر امور خارجه
- م. باباچانیان
- غورقانیان

طرف آذربایجانی:
- محمد امین رسول‌زاده – رئیس شورای ملی آذربایجان
- محمد حسن حاجینسکی – وزیر امور خارجه

طرف گرجی:
- نوئه رامیشویلی – نخست‌وزیر
- ایلیا اودیشلیدزه – معاون وزیر دفاع
- گیورگی گوازاوا – عضو هیئت رئیسه شورای ملی گرجستان
- گریگول رتسخی‌لادزه – عضو شورای ملی گرجستان